# Finanzausgleich (Frankreich)
Der Finanzausgleich in  Frankreich ist ein Ausgleich zwischen den einzelnen Gebietskörperschaften. Seit 2003 ist der Finanzausgleich im Artikel 72-2 der Verfassung der Fünften Französischen Republik  festgelegt.
Grundsätzlich gibt es zwei Varianten des Finanzausgleichs in Frankreich:
- Die zwischen Gebietskörperschaften der gleichen Ebene (Horizontale Finanzausgleich)
- Die zwischen über- und untergeordneten Gebietskörperschaften Staat/Regionen, Regionen/Département, Département/Gemeinden und Gemeindeverbänden (Vertikale Finanzausgleich)

Im Jahr  2011 stellte der Finanzausgleich 28 % (52,5 Mrd. €) der Mittel der Gebietskörperschaften dar, während 60 % ihrer Einkünfte aus eigenen Mitteln (Lokale Steuern und andere Abgaben) kamen.